# Famoso (California)
Famoso es un área no incorporada ubicada en el condado de Kern en el estado estadounidense de California.

## Geografía
Famoso se encuentra ubicada en las coordenadas 35°35′53″N 119°12′29″O / 35.59806, -119.20806.